# Ernst Wilhelm Straßberger

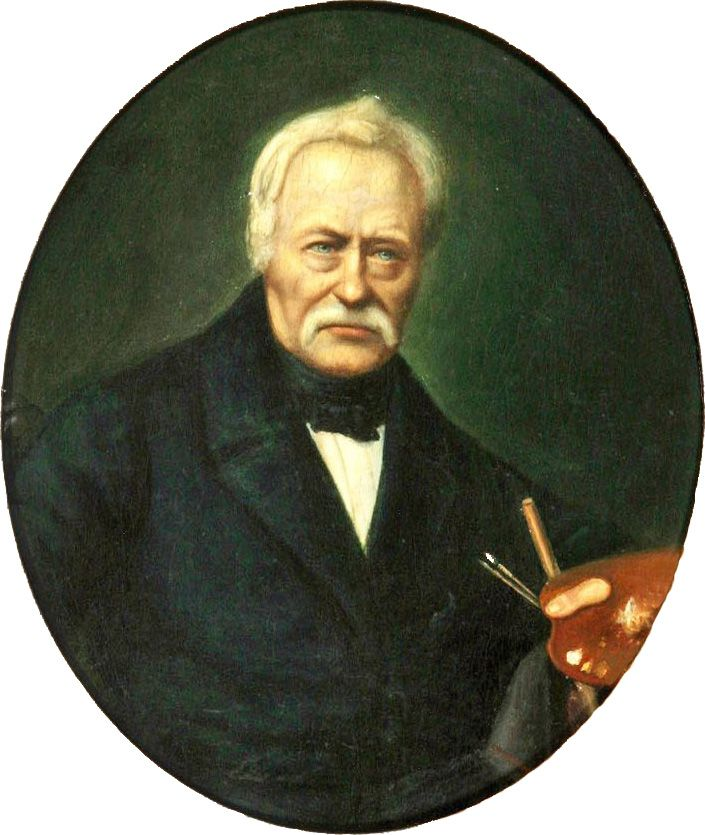
Selbstbildnis mit Palette (um 1860)

Ernst Wilhelm Straßberger (* 14. Oktober 1796 in Leipzig; † 11. September 1866 ebenda) war ein deutscher Maler, Zeichner und Lithograph. Der Schwerpunkt seines Schaffens waren Darstellungen im Zusammenhang mit der Völkerschlacht bei Leipzig.

## Leben
Ernst Wilhelm Straßberger war der Sohn des Malers Christian Gotthelf Straßberger (1770–1841). Er studierte bei Veit Hanns Schnorr von Carolsfeld (1764–1841) an der Leipziger Kunstakademie, die sich damals im Westflügel der Pleißenburg befand, und zwischenzeitlich auch an der Dresdner Akademie.
Als Siebzehnjähriger erlebte er unmittelbar die Ereignisse der Völkerschlacht bei Leipzig im Oktober 1813, die prägend für sein Schaffen werden sollten. Von 1823 bis 1842 wirkte er als Schmelzmaler in der Porzellanmanufaktur Meißen. Danach lebte er freischaffend in Leipzig.
Sein Sohn Bruno Heinrich Straßberger (1832–1910) war ebenfalls Maler, Zeichner und Illustrator.

## Schaffen

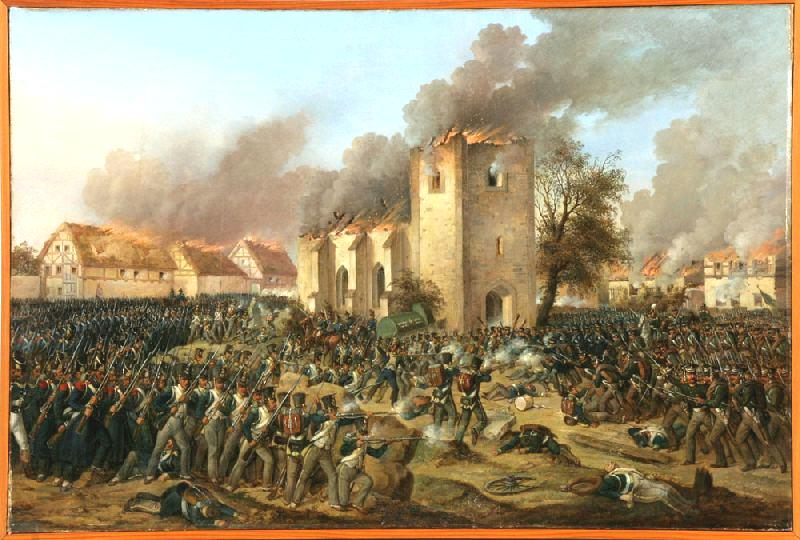
Erstuermung von Probstheida (16.–18. Oktober 1813), im Bild die brennende Kirche Probstheida; Gemälde von Ernst Wilhelm Straßberger

Im Mittelpunkt des Schaffens Straßbergers stand die Völkerschlacht. Er wird deshalb auch als Militärmaler und Schlachtenmaler bezeichnet. 80 von den etwa 100 seiner im Stadtgeschichtlichen Museum Leipzig aufbewahrten Arbeiten befassen sich direkt oder indirekt mit der Völkerschlacht. Sie reichen von der einfachen Bleistiftzeichnung eines Leichenkarrens bis zu Ölgemälden von Gefechten mit Unmengen von Kämpfern. In Letzteren, die sein malerisches Können belegen, hat er nahezu alle der umkämpften Dörfer der Umgebung Leipzigs dargestellt.
Es existieren von ihm aber auch historische Stadtansichten und ein Porträt des Oberbefehlshabers der ersten deutschen Reichsflotte, Konteradmiral Karl Rudolf Brommy (1804–1860), der in Leipzig geboren wurde.

## Ehrung
Am 1. April 2001 wurde im Leipziger Ortsteil Liebertwolkwitz die bisherige Arndtstraße in Straßbergerstraße umbenannt. Ein Bezug zum Ort besteht über sein Bild „Reiterschlacht bei Liebertwolkwitz“, das im Memorialmuseum in Liebertwolkwitz hängt.

## Bildbeispiele
(mit Original-Titeln)

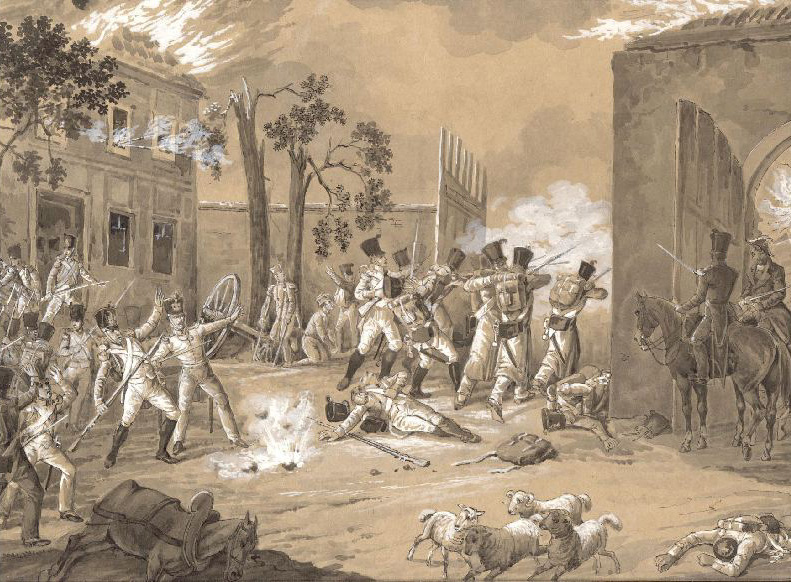
Erstürmung der Schäferei Auenhayn bei Leipzig
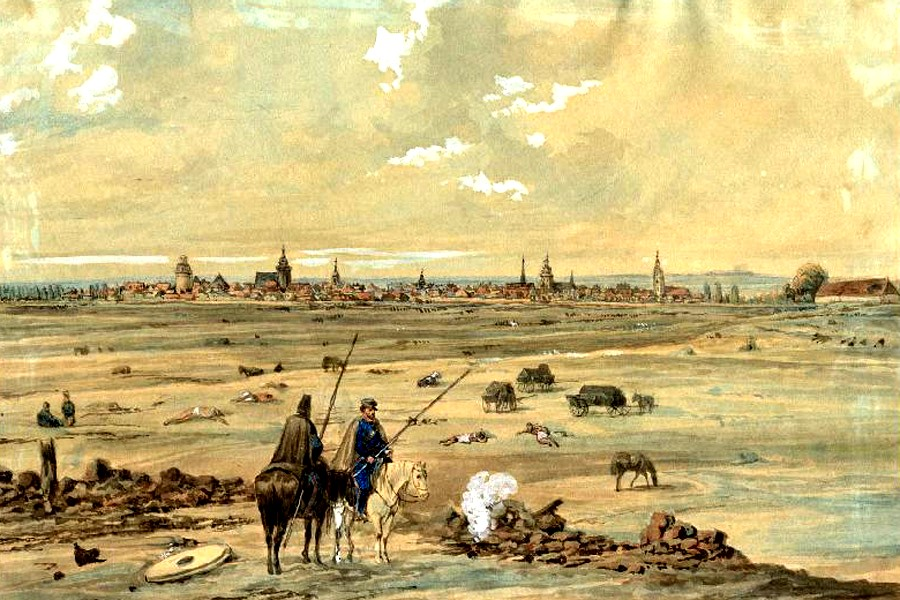
Blick von der Quandtschen Tabacksmühle über das Schlachtfeld auf Leipzig
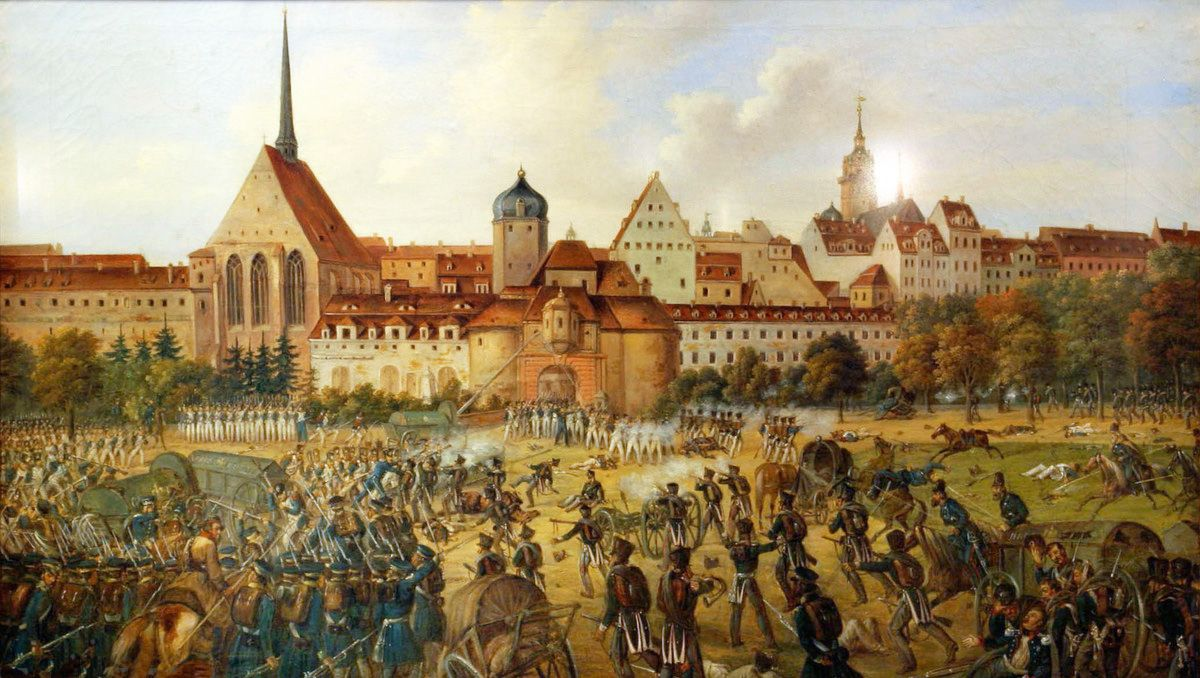
Kampf vor dem Grimmaischen Tor am 19. Oktober 1813
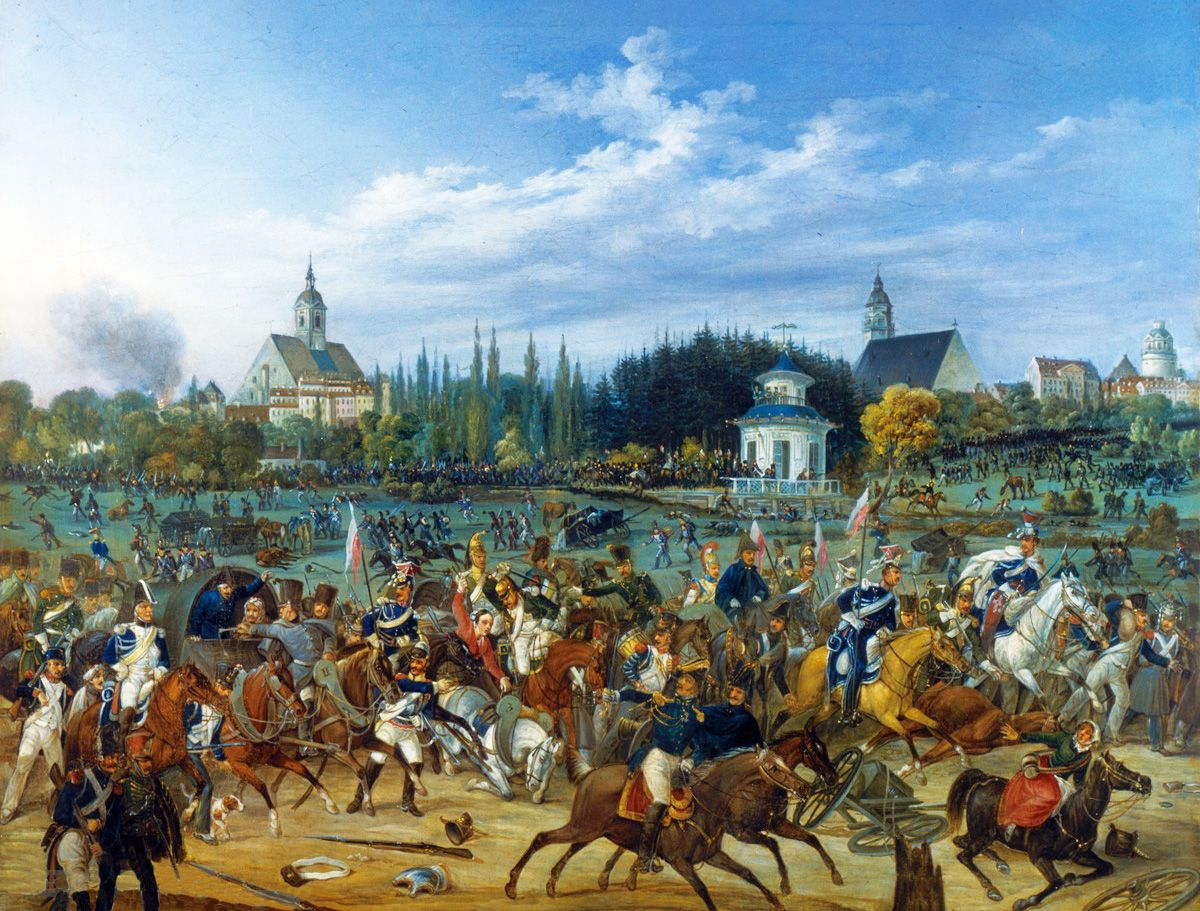
Rückzug der Franzosen durch Richters Garten
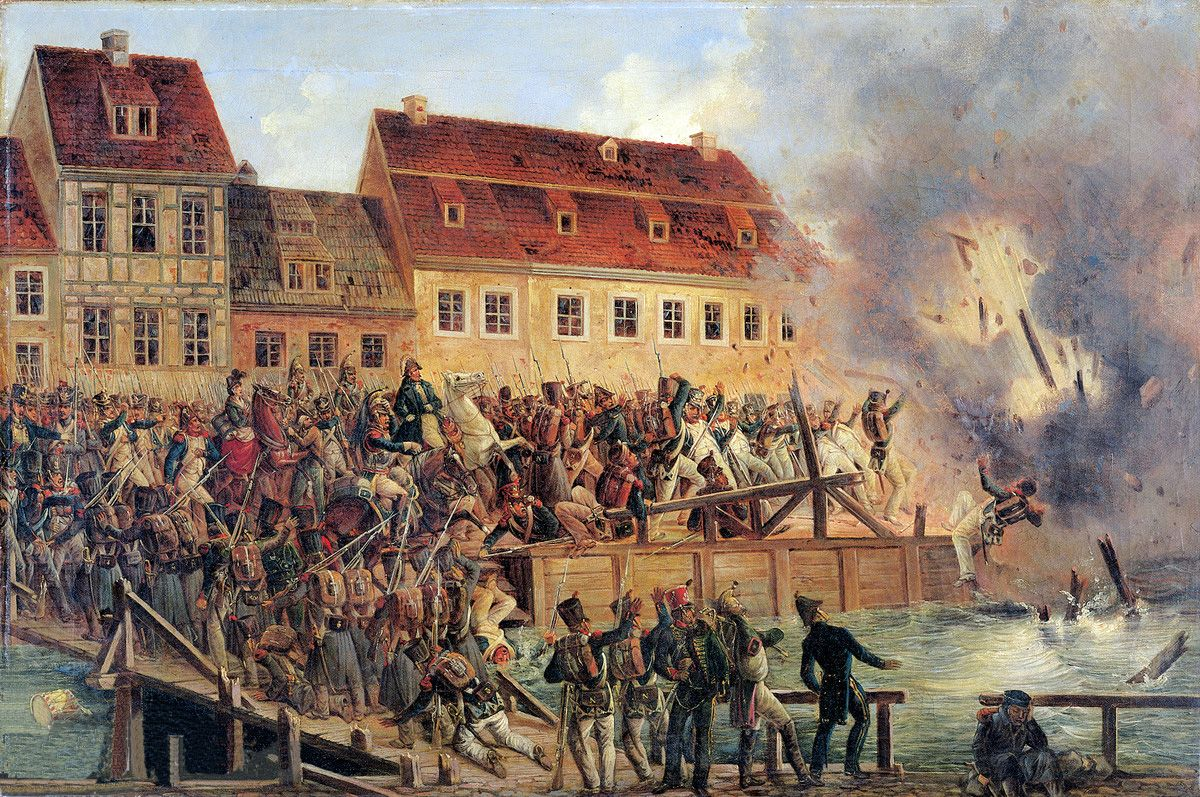
Sprengung der Elsterbrücke
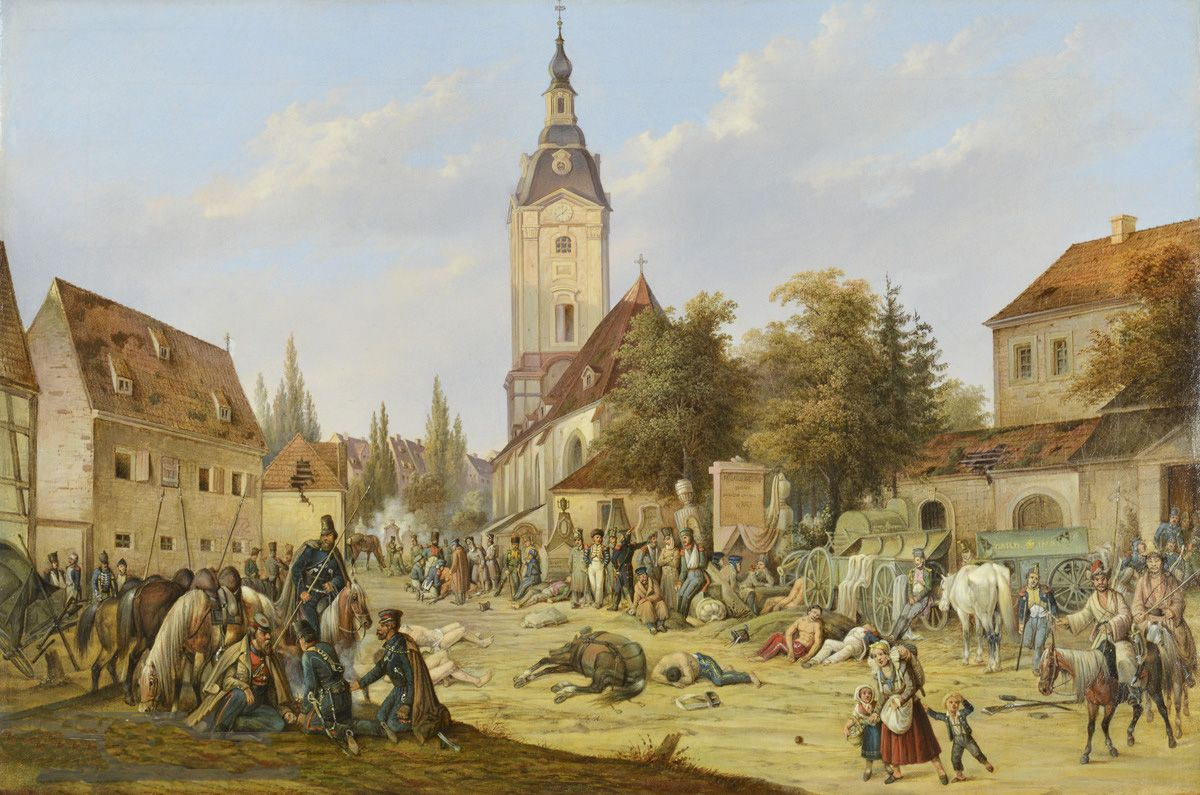
Gefangene und Verwundete auf dem Johannis-Friedhof
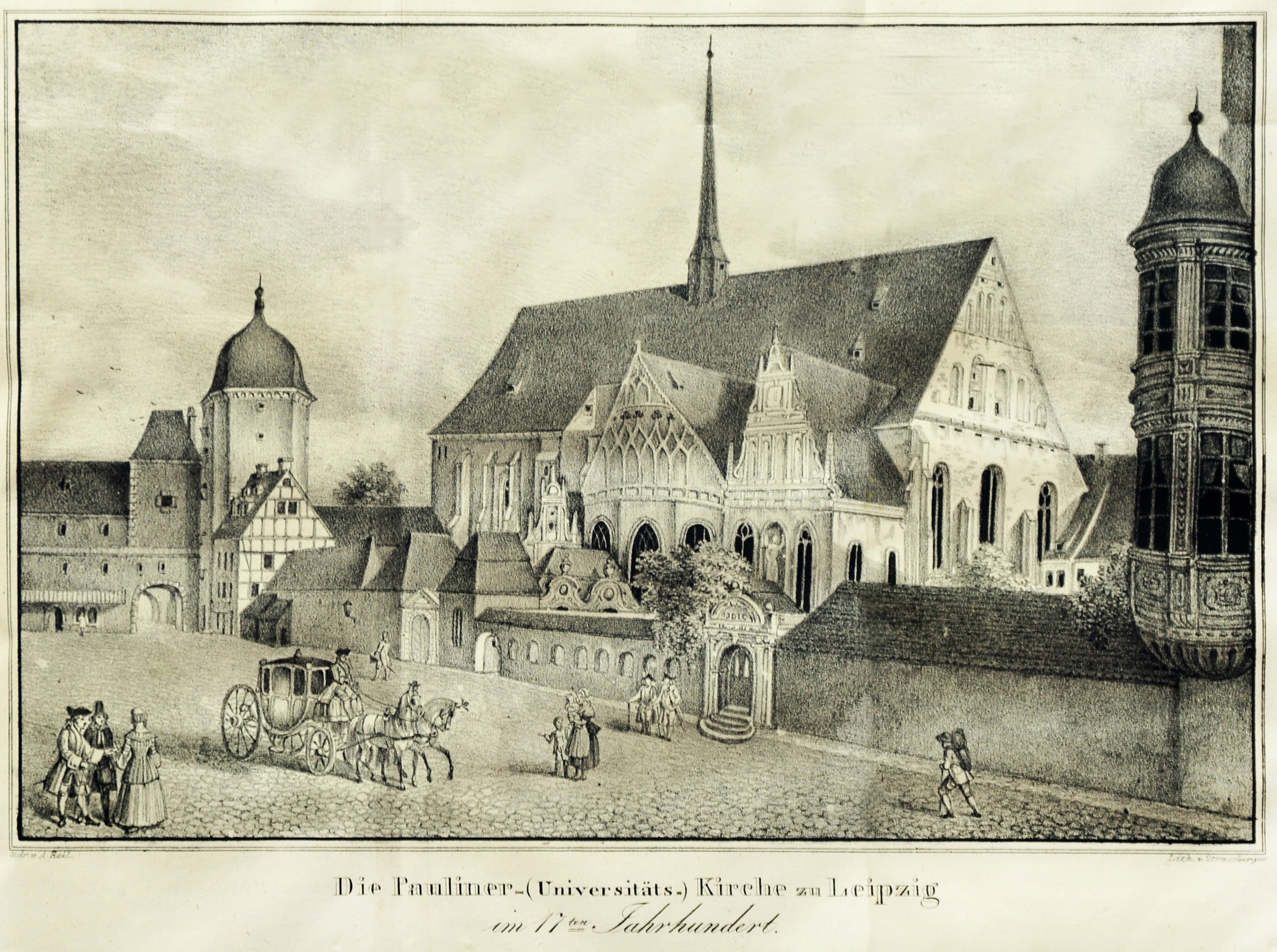
Die Pauliner- (Universitäts-)kirche zu Leipzig im 17. Jahrhundert
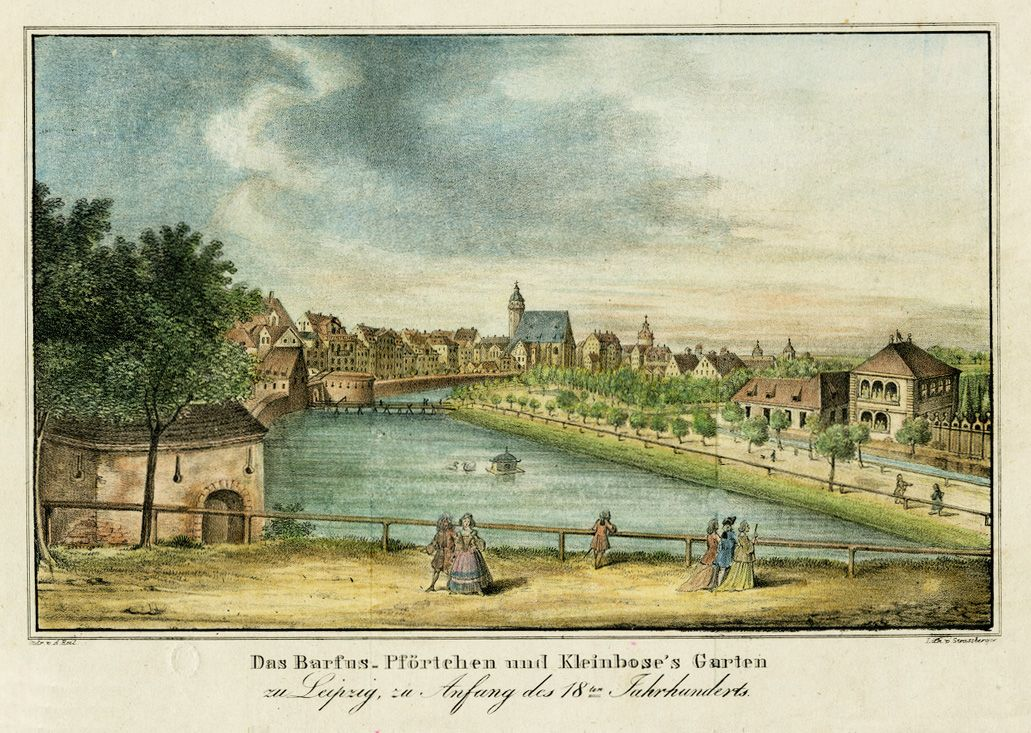
Das Barfus-Pförtchen und Kleinbose's Garten
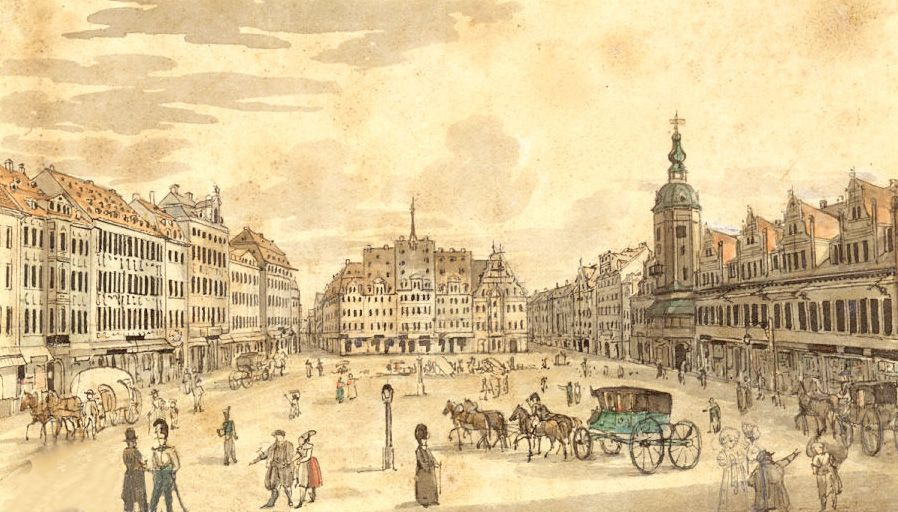
Der Marktplatz in Leipzig
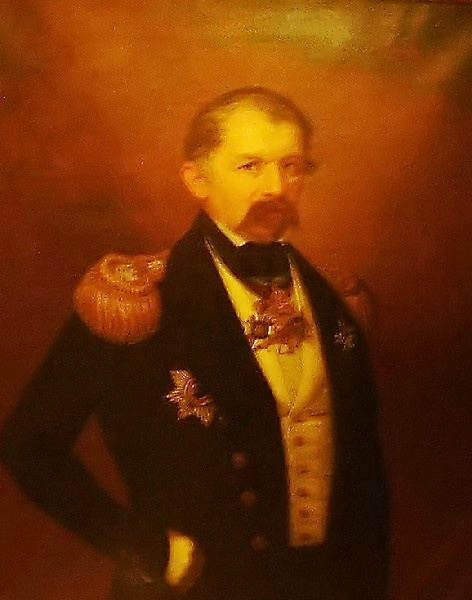
Porträt Konteradmiral Karl Rudolf Brommy